# 水原英子
水原 英子（みずはら えいこ、1942年〈昭和17年〉12月1日 - 2008年〈平成20年〉8月6日）は、日本の女優。本名は古川 美織（ふるかわ みおり）。東京都出身。

## 経歴
青山学院高校卒業。
1960年に日活のニューフェイスとなる。1963年、劇団民芸に入団。
1985年『払えないの?払わないのよ!』に出演。1991年には舞台『民衆の敵』『大桜剣劇団』などで第26回紀伊國屋演劇賞個人賞を受賞。また一方、朗読劇『この子たちの夏 1945・ヒロシマ ナガサキ』には1985年の初演から参加し、亡くなる前年まで朗読をしながら全国を巡演した。
2008年8月6日午前7時52分、腎不全のため東京都江東区の病院で死去。享年65。

## 出演作品

### 映画
- ガラスの中の少女（1960年）
- 真昼の誘拐（1961年）
- さよならの季節（1962年）
- 地の群れ（1970年）
- 娘たちは風にむかって（1972年）
- サンダカン八番娼館 望郷（1974年）
- 風立ちぬ（1976年） - 市毛蓉子
- 難病『再生不良性貧血症』と闘う 君はいま光のなかに（1978年）
- ちぎれ雲 いつか老人介護（1998年）

### テレビドラマ
- ポーラ名作劇場 / いのちある日を（1965年、NET）
- 東芝日曜劇場　（TBS）
  - 第482回「杜鵑」（1966年）
  - 第551回「秋津温泉」（1967年）
  - 第572回「鳥が…」（1967年）
  - 第599回「女の顔」（1968年）
- 五人の野武士 第20話「夕姫をめぐる男たち」（1969年、NTV） - おつな
- ポーラテレビ小説 / パンとあこがれ（1969年、TBS） - 吉村先生
- 木下恵介アワー / 二人の世界（1970年 - 1971年、TBS）
- 必殺仕掛人 第31話「嘘の仕掛けに仕掛けの誠」（1972年、ABC / 松竹）- おせん
- それぞれの秋（1973年、TBS）
- 新十郎捕物帖・快刀乱麻 第7話「金の延べ棒さが屍体」（1973年、ABC）
- おしどり右京捕物車 第4話「妖」（1974年、ABC） - せん
- 銀河テレビ小説 / 江分利満氏の優雅な生活（1975年、NHK） - 坂本昭子
- 現代浮かれ節考（朝日放送テレビ、1975年11月30日） - 村瀬高子
- 落日燃ゆ（1976年、NET） - 広田美代子
- 江戸の旋風II（1976年、CX)
- 金曜ドラマ / 岸辺のアルバム（1977年、TBS） - 北川夫人
- 風が燃えた （1978年3月6日 TBS）- 井上馨夫人
- 特捜最前線 第167話「マニキュアをした銀行ギャング!」（1980年、ANB）
- ドラマ人間模様 / 夢千代日記（1981年、NHK）
- 振り袖御免 江戸芙蓉堂医館（1981年、CX） - 半井弥生
- 新・海峡物語（1981年、ANB）
- 淋しいのはお前だけじゃない（1982年、TBS）
- 冬構え（1985年3月30日、NHK） - 篠崎光江
- 火曜サスペンス劇場 / 人喰い（1985年、NTV）
- 花王愛の劇場 （TBS）
  - 娘が愛した人は（1985年）
  - ああわが家（1990年） - 秋野静子
  - 家族って（1990年）
  - 花嫁（1991年） - 悦子
  - ひとり家族（1994年）- 長島朋子
- どうぶつ通り夢ランド 第6話「助けたカメは100万円!?」（1986年、ANB）
- 太陽にほえろ! PART2 第12話「さらば!七曲署」（1987年、NTV）
- 春の砂漠（1988年、NTV）
- 銀色の恋文（1994年、CX）（未放送作品であり、2009年11月14日に森繁久弥追悼番組として初放送）
- 橋田寿賀子ドラマスペシャル / 想いでかくれんぼ（2000年、ANB）
- 天国までの百マイル（2001年、TX）

### 吹き替え
- 泥棒成金（1974年、TBS版） - フランセス・スティーヴンス（グレース・ケリー）
- OK牧場の決斗（1977年、日本テレビ版） - ローラ・デンボー（ロンダ・フレミング）

### 舞台
- 大司教の天井
- 白い夜の宴
- 深川暮色
- 二人だけの舞踏会
- 18番目の駱駄
- マツモト・シスターズ
- この子たちの夏
- 払えないの?払わないのよ!
- 二人の長い影
- ハムレット
- 銀河鉄道の恋人たち
- 十二月
- 民衆の敵
- グラバーの息子
- 壊れたガラス
- 大桜劇劇団
- 大司教の天井
- 坐漁荘の人びと

### テレビアニメ
- 日本名作童話シリーズ 赤い鳥のこころ